# Desa Karanganom (administrativ by i Indonesien, Jawa Timur, lat -8,14, long 113,14)
Desa Karanganom är en administrativ by i Indonesien.   Den ligger i provinsen Jawa Timur, i den västra delen av landet, 700 km öster om huvudstaden Jakarta.